# ناکاجیما کی-۸۴
جنگنده نوع ۴ (به ژاپنی: 四式戦闘機) ملقب به هایاته که با عنوان کوتاه‌شده ناکاجیما کی-۸۴ نیز شناخته می‌شود، یک هواگرد جنگنده تک‌باله تک‌موتوره ساخت شرکت ناکاجیما در امپراتوری ژاپن بود. متفقین اسم رمز فرانک را بر آن نهادند.

## مشخصات فنی
کی-۸۴:
مشخصات عمومی
- خدمه: ۱ نفر
- طول: ۹.۹ متر
- طول بال: ۱۱.۲ متر
- نیرومحرکه: ۱ × موتور شعاعی ۱۸ سیلندر ناکاجیما ها-۴۵: ۱٬۹۰۰ اسب بخار

عملکرد
- حداکثر سرعت: ۶۳۱ کیلومتر بر ساعت

تسلیحات
- ۲ × مسلسل ۱۲٫۷ میلی‌متری
- ۲ × توپ خودکار ۲۰ میلی‌متری